# Sykoúnta
Sykoúnta är en ort i Grekland.   Den ligger i prefekturen Nomós Lésvou och regionen Nordegeiska öarna, i den östra delen av landet, 260 km nordost om huvudstaden Aten. Sykoúnta ligger 45 meter över havet och antalet invånare är 281. Den ligger på ön Lesbos.
Terrängen runt Sykoúnta är huvudsakligen kuperad. Sykoúnta ligger nere i en dal. Runt Sykoúnta är det ganska tätbefolkat, med 62 invånare per kvadratkilometer. Närmaste större samhälle är Mytilene, 12,4 km öster om Sykoúnta. 